# Cinco leyes de la bibliotecología
Las Cinco leyes de la bibliotecología es una teoría propuesta en 1931 por S. R. Ranganathan, detallando los principios operativos de un sistema de bibliotecas. Muchos bibliotecarios alrededor del mundo las aceptan como fundamentos de su filosofía.
Estas leyes son:
1. Los libros están para usarse.
2. A cada lector su libro.
3. A cada libro su lector.
4. Hay que ahorrar tiempo al lector.
5. La biblioteca es un organismo en crecimiento.

## Visión general

### Primera Ley: Los libros están para usarse
La primera ley constituye la base de los servicios de una biblioteca. Ranganathan observó que los libros eran a menudo encadenados para impedir su extracción y que el énfasis era almacenamiento y preservación más que el uso. No consideró que la preservación y el almacenamiento no fuesen importantes, pero afirmó que el propósito de tales actividades eran promover el uso. Sin el acceso de los usuarios a los materiales, poco valor hay en estos elementos. Por enfatizar el uso, Ranganathan reenfocó la atención del campo a los asuntos relacionados con el uso, como ser la ubicación de la biblioteca, políticas de préstamo, horas y días de operación, así como la calidad del personal y a asuntos más mundanos como el mobiliario de biblioteca, control de temperatura e iluminación. 
La primera ley de la bibliotecología "los libros están para usarse" significa que el material de una biblioteca no debe ser aislado del público.

### Segunda Ley: A cada lector su libro
Esta ley sugiere que cada miembro de la comunidad tendría que ser capaz de obtener los materiales que necesite. Ranganathan sentía que todos los individuos, de todos los entornos sociales, tienen derecho a usar la biblioteca, y que la base del uso era la educación, al cual todos tienen derecho. Estos derechos no vienen sin algunas importantes obligaciones tanto para bibliotecarios como para usuarios. Los bibliotecarios tendrían que tener excelente conocimiento de primera mano de las personas a quienes ofrecerán servicio. Los temas de las colecciones tendrían que coincidir con los intereses particulares de la comunidad, y las bibliotecas tendrían que promover y anunciar sus servicios extensamente para atraer una amplia gama de lectores. 

La segunda ley de la bibliotecología "a cada lector su libro" significa que los bibliotecarios sirven a un amplio grupo de usuarios, adquieren literatura para satisfacer vasto conjunto de necesidades, sin juzgar lo que usuarios específicos eligen leer. Todo el mundo tiene diferencias y gustos diferentes y tendríamos que respetarlo.

### Tercera Ley: Cada libro su lector
Este principio está estrechamente relacionado con la segunda ley, pero se centra en el ejemplar mismo, sugiriendo que cada elemento en una biblioteca tiene uno o más individuos que lo considerarán útil. Ranganathan argumentó que la biblioteca podría ingeniar muchos métodos para asegurar que cada ejemplar encuentre al lector apropiado. Un método implica las reglas de acceso a la colección, particularmente la necesidad de la estantería abierta.

La tercera ley de la bibliotecología "a cada libro su lector" significa que los libros tienen su lugar en la biblioteca incluso si un pequeño grupo de personas escojan leerlo.

### Cuarta Ley: Salvar el tiempo del lector
Esta ley es un reconocimiento que parte de la excelencia del servicio de una biblioteca es su capacidad de satisfacer las necesidades del usuario eficientemente. Con este fin, Ranganathan recomienda utilizar los métodos empresariales apropiados para mejorar la administración de la biblioteca. Notó que centralizando la colección de biblioteca en una ubicación proporcionó ventajas distintas. También observó un excelente personal no sólo posee grandes habilidades en cuanto a la referencia al usuario, sino gran conocimiento técnico en catalogación, entrecruzamiento de referencias, orden, acceso y circulación del material.

La cuarta ley de la bibliotecología "hay que ahorrarle tiempo al lector" significa que todo usuario tendría que ser capaz ubicar el material deseado deprisa y eficientemente.

### Quinta Ley: La biblioteca es un organismo en crecimiento
Esta ley se centra más en la necesidad del cambio interno más que en su relación con el entorno. Ranganathan argumentó que la organización de la biblioteca debe acomodar el crecimiento de personal, de la colección física y de los usuarios. Esto implica dejar espacio para el crecimiento edilicio, áreas de lectura, estanterías y espacio para el catálogo.

La quinta ley de la bibliotecología "la biblioteca es un organismo en crecimiento" significa que una biblioteca debe ser una institución en permanente cambio, nunca estático en su punto de vista. El material, los métodos y el espacio físico deben actualizarse con el tiempo.

## Variantes
Además de las de Ranganathan el bibliotecario Michael Gorman (expresidente de la ALA, American Library Association, 2005-2006), y Walt Crawford recomiendan las leyes siguientes Bibliotecas futuras: Sueños, locura, y realidades [Asociación de Biblioteca americana, 1995], (p. 8) Gorman más tarde les repitió en su pequeño libro, Nuestras singulares fuerzas [Asociación de Biblioteca americana, 1998].  B. Shadrach (Movimiento de biblioteca pública india, 2015) propuso un alternativa a las cinco leyes de Ranganathan, en la Conferencia de Bibliotecas Pública de la India 2015 en Nueva Delhi.
1. Las bibliotecas sirven a la humanidad.
2. Respeto a todas las formas en que el conocimiento es comunicado.
3. Use la tecnología inteligentemente para mejorar el servicio.
4. Protege el libre acceso al conocimiento.
5. Honra el pasado y crea el futuro.[3]

En 2004, el bibliotecario Alireza Noruzi recomendó aplicar las leyes de Ranganathan a la Web en su artículo, "Aplicación de las leyes de Ranganathan a la Web":
1. Los recursos están para ser usados.
2. A cada usuario su recurso web.
3. A cada recurso web su usuario.
4. Ahorra el tiempo del usuario.
5. La Web es un organismo en crecimiento.[4]

En 2008, el bibliotecario Carol Simpson recomendó reeditar las leyes de Ranganathan debido a la riqueza de los medios de comunicación. Estos cambios son:
1. Los medios de comunicación están para usarse.
2. A cada usuario su información.
3. A cada medio su usuario.
4. Ahorre el tiempo del usuario.
5. La biblioteca es un organismo en crecimiento.[5]

En 2015, B. Shadrach propuso un conjunto alternativo de leyes adaptando las de Ranganathan:
1. El conocimiento está para ser usado en todas sus formas
2. Cada ciudadano tiene derecho a acceder todo el conocimiento en todas sus formas.
3. Cada parte del conocimiento está para ser accedido por todos sin discriminación de cualquier clase
4. Ahorra el tiempo de todo buscador del conocimiento
5. Una biblioteca o sistema de conocimiento es aquel que evoluciona para alcanzar las anteriores leyes.

En 2016 Dr. Achala Munigal recomendó que editar las leyes de Ranganathan para introducir las herramientas sociales en tanto su aplicación a las bibliotecas:
1. Los medios de comunicación sociales están para ser usados cada vez más por bibliotecarios en bibliotecas
2. A cada usuario su herramienta social
3. A cada herramienta social su usuario
4. Ahorra el tiempo del usuario proveyéndo la información que busca utilizando la herramienta con la cual esté familiarizado.
5. Los medios de comunicación sociales son un organismo en crecimiento. Con varias herramientas y aplicaciones introducidos día a día. Las bibliotecas ya no son ladrillo y piedra. Sirven a miembros y no miembros por igual en términos de servicios no tradicionales, independientemente del espacio o el tiempo.[6]